# Reserved

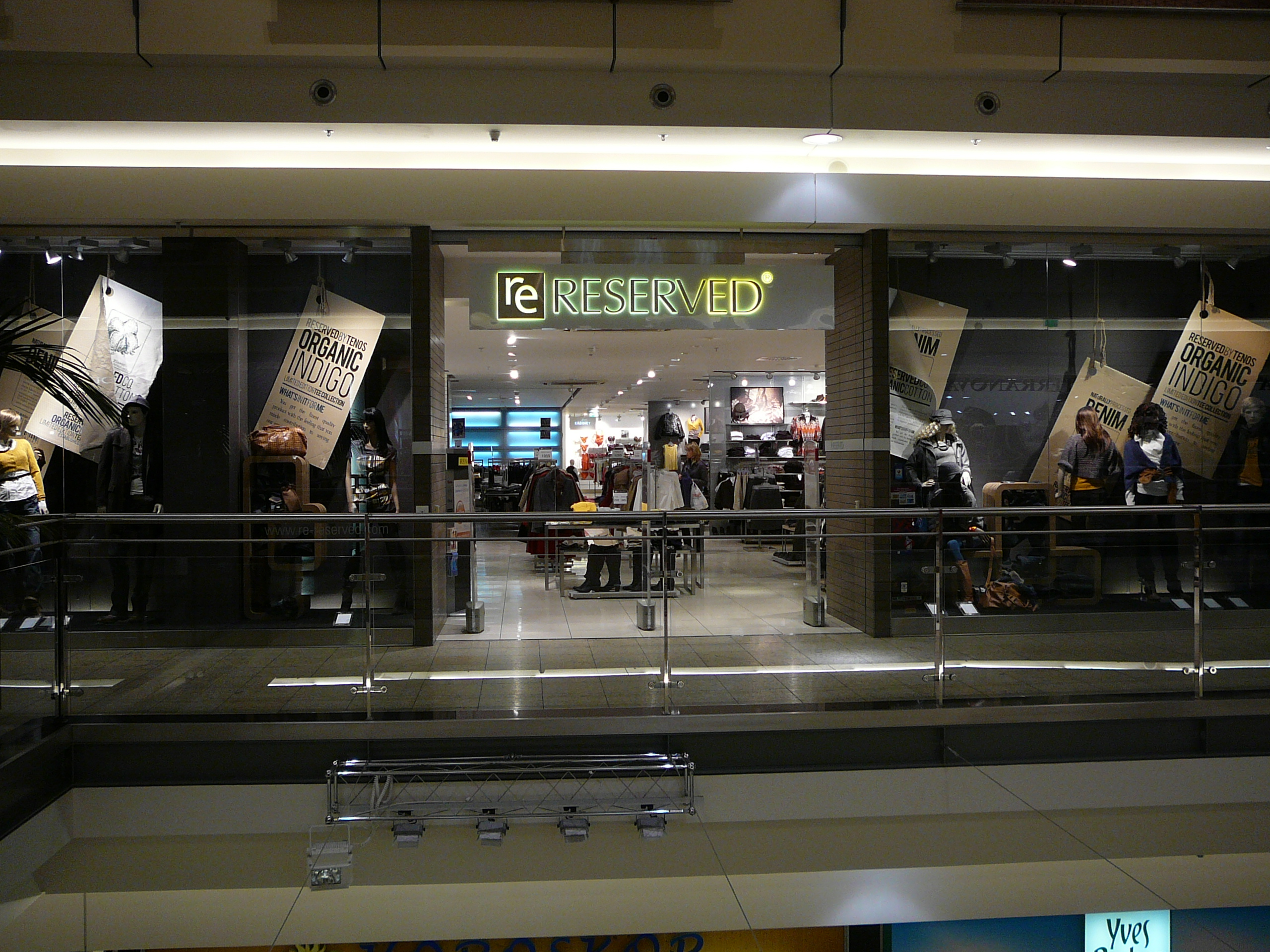
Sklep Reserved w centrum handlowym Vaňkovka w Brnie

Reserved – polska sieć odzieżowa mająca siedzibę w Gdańsku, założona przez Marka Piechockiego i Jerzego Lubiańca. Właścicielem jest spółka LPP S.A. Pierwsze sklepy działały pod marką LPP, która następnie została zastąpiona obecną Reserved.
W 2020 roku Reserved zajął 10. miejsce w rankingu najlepszych marek w Polsce, przygotowanym przez YouGov i Inquiry.

## Zasięg
Wg stanu na marzec 2021 roku w Polsce działa 191 sklepów marki Reserved. Pierwszy zagraniczny sklep został otwarty w 2002 roku w Tallinnie, stolicy Estonii. W 2021 roku marka posiadała 250 salonów stacjonarnych poza Polską. Poprzez witrynę Reserved.com jest prowadzona sprzedaż internetowa w 28 krajach Europy oraz w Izraelu. 
| Kraj                          | Liczba salonów | Sklep internetowy |
| ----------------------------- | -------------- | ----------------- |
| Polska                        | 191            | Tak               |
| Rosja                         | 85             | Tak               |
| Ukraina                       | 25             | Tak               |
| Czechy                        | 24             | Tak               |
| Niemcy                        | 19             | Tak               |
| Słowacja                      | 17             | Tak               |
| Rumunia                       | 15             | Tak               |
| Węgry                         | 15             | Tak               |
| Bułgaria                      | 8              | Tak               |
| Chorwacja                     | 6              | Tak               |
| Litwa                         | 6              | Tak               |
| Estonia                       | 5              | Tak               |
| Łotwa                         | 5              | Tak               |
| Serbia                        | 4              | Tak               |
| Izrael                        | 3              | Tak               |
| Kazachstan                    | 3              | Nie               |
| Katar                         | 2              | Nie               |
| Słowenia                      | 2              | Tak               |
| Bośnia i Hercegowina          | 1              | Tak               |
| Egipt                         | 1              | Nie               |
| Finlandia                     | 1              | Tak               |
| Kuwejt                        | 1              | Nie               |
| Wielka Brytania               | 4              | Tak               |
| Zjednoczone Emiraty Arabskie  | 1              | Nie               |
| Austria                       | 0              | Tak               |
| Belgia                        | 0              | Tak               |
| Dania                         | 0              | Tak               |
| Francja                       | 0              | Tak               |
| Grecja                        | 0              | Tak               |
| Hiszpania                     | 0              | Tak               |
| Holandia                      | 0              | Tak               |
| Irlandia                      | 0              | Tak               |
| Luksemburg                    | 0              | Tak               |
| Portugalia                    | 0              | Tak               |
| Szwecja                       | 0              | Tak               |
| Włochy                        | 1              | Tak               |
| Źródło: lpp.com, reserved.com |                |                   |